# گرینزبورو (کارولینای شمالی)
گرینزبورو (به انگلیسی: Greensboro) شهری در ایالت کارولینای شمالی در آمریکاست.